# Antonius von Pforr
Antonius von Pforr (geboren in Breisach; gestorben 1483) war der Übersetzer des Buches der Beispiele, einer literaturgeschichtlich einflussreichen Übersetzung der indischen Geschichtensammlung Panchatantra.

## Leben
Antonius von Pforr entstammte dem Breisacher Patriziergeschlecht der Pforr. 1436 ist er erstmals urkundlich als Kaplan in Jechtingen belegt, ab 1455 ist er als Dekan und Kirchherr am Oberrhein nachgewiesen, vor allem in Endingen und Müllheim. In dieser Zeit tritt er auch als Rat des Markgrafen Rudolf IV. von Hachberg-Sausenberg auf. Ab den 1460er Jahren erscheint er als geistlicher Rat, Rechtsberater und Schlichter des habsburger Herzogs Albrecht von Österreich und vor allem im Kreis um dessen Frau Mechthild. Außerdem erscheint er 1466 als Bevollmächtigter des Herzogs Siegmund von Tirol und in mehreren Rechtssachen als Vertreter des Konstanzer Bischofs Hermann von Breitenlandenberg. 1472 ist er Kirchherr in Rottenburg am Neckar, dem Sitz der Herzogin, die ihn 1468 zu einem der „Executoren“ ihres Testaments bestimmte und ihm nach seinem Ausscheiden als Rottenburger Kirchherr 1477 eine Pension aussetzte. 1483 starb er in hohen Jahren.

## Das Buch der Beispiele der alten Weisen
Literaturgeschichtlich bedeutsam ist Antonius von Pforr durch das Buch der Beispiele der alten Weisen, eine Sammlung von moralischen Geschichten, Fabeln und Tiergeschichten. Die Sammlung geht zurück auf das Panchatantra, einen klassischen indischen Text, der in Europa durch die arabische Übersetzung Kalīla wa Dimna bekannt wurde.
Diese wurde im 13. Jahrhundert von Johann von Capua unter dem Titel  Directorium humanae vitae in das Lateinische übersetzt.
Die von Antonius von Pforr angefertigte deutsche Übersetzung basiert auf dem lateinischen Text Johann von Capuas, die genaue lateinische Vorlage ist jedoch unbekannt.
Gewidmet hat er das Werk dem Grafen Eberhard von Württemberg-Urach, der auch als Anreger der Übersetzung angenommen wird. Sowohl Autorschaft als auch Widmung sind aus Initialfolgen (Akrosticha) im Text zu entnehmen (ANTHONYVS V PFOR bzw. EBERHART GRAF Z WIRTENBERG ATTEMPTO, der Name und Wahlspruch des Grafen). Zudem zeigen Handschriften des Werkes das Wappen Pforrs (Handschrift von Chantilly) bzw. des Grafen Eberhard (Heidelberger Handschrift, Codex Palatinus Germanicus 84).
Die Herkunft des Buches aus dem Indischen über das Persische, Arabische, Hebräische und Lateinische wird in einer Vorrede behandelt. Im ersten Kapitel wird dann von Berosias, einem Arzt und Weisen aus Edom, in Ichform berichtet, wie er das Buch aus dem Indischen in das Persische übersetzte, womit dann die Rahmenhandlung der Sammlung beginnt, in welcher der Weise Sendebar vom indischen König Dißles beauftragt wird, Beispiele und Gleichnisse zu mannigfaltigen Themen zu geben: Betrug, Neid, Schadenfreude, Untreue, Leichtgläubigkeit, Zorn, Tugendhaftigkeit, Untugend und göttliche Vorsehung. Gewicht wird dabei gelegt auf den Gegensatz von voreiligem und überlegtem Handeln, die „fürsichtigkeit“ also als das Prinzip der Lebensklugheit schlechthin dargestellt. Die Agierenden in den Beispielen sind dabei stets Tiere, die mit menschlicher Stimme sprechen und in menschlicher Weise handeln.
Der genaue Zeitpunkt der Entstehung der Übersetzung ist ungewiss, sie lang aber sicherlich zu Graf Eberhards Hochzeit 1474 vor.
Überliefert ist der Text in sechs Handschriften und 17 Drucken. Die älteste Handschrift stammt aus der Zeit um 1474 und ist mit Graf Eberhard in Verbindung zu bringen. Der älteste der nachgewiesenen Drucke entstand 1479/80 mit Illustrationen bei Konrad Feyner in Eberhards Residenzstadt Urach. In den Drucken wurde das Buch der Beispiele vielfach bearbeitet und umgestaltet mit dem Ziel, den Geschichtenbestand zu erschließen und als moralische Exempel aufzubereiten.
Die literarische Wirkung auf die Exempel- und Schwanksammlungen des 16. Jahrhunderts lässt sich nachweisen zum Beispiel im Nachtbüchlein des Valentin Schumann und in Hans Wilhelm Kirchhoffs Wendunmuth. Weiterhin diente das Buch der Beispiele als Vorlage für Übersetzungen ins Dänische (Christen Nielssen, 1618), Niederländische (Zacharias Heyns, 1623) und Isländische (17. Jahrhundert).

### Ausgaben
- Friedmar Geissler (Hrsg.): Antonius von Pforr. Das Buch der Beispiele der alten Weisen. 2 Bde. Deutsche Akademie der Wissenschaften zu Berlin, Institut für Orientforschung, Veröffentlichung 61. Berlin/DDR 1964 u. 1974 (kritische Ausgabe nach der Straßburger Handschrift mit den Lesarten aller bekannten Drucke des 15. und 16. Jahrhunderts).
- Hans Wegener: Das Buch der Beispiele alter Weisen. Eine altindische Fabel- und Novellensammlung nach der deutschen Übersetzung einer Handschrift des 16. Jahrhunderts. Volksverband d. Bücherfreunde, Berlin 1926 (freie Bearbeitung von Heidelberg, cpg 84).
- Rudolf Payer von Thurn (Hrsg.): Das Buch der Weisheit. Gedruckt und vollendet durch Lienhart Hollen nach Christi geburt MCCCCLXXXIII jar auff den XXVIII tag des mayenss. Faksimiledruck. Wiener Bibliophilen-Gesellschaft, Wien 1925.
- Wilhelm Ludwig Holland: Das Buch der Beispiele der alten Weisen. Bibliothek des Litterarischen Vereins in Stuttgart Nr. 56, Stuttgart 1860. Nachdruck: Rodopi, Amsterdam 1969 (Text nach dem ältesten Druck, Lesarten aus drei Handschriften und vier weiteren Drucken).